# كارولين هايوارد
كارولين هايوارد هي فنانة كندية، ولدت في 1937.